# Paavo Lipponen
Paavo Lipponen   (Pello, 23 d'abril de 1941) és un periodista i polític finlandès. Fou Primer Ministre de Finlàndia de 1995 a 2003, i president del Partit Socialdemòcrata de Finlàndia de 1993 a 2005. També serví com a president del Parlament de Finlàndia entre el 2003 i el 2007.

## Carrera
Lipponen va néixer a Turtola (posteriorment rebatejada com a Pello, fill d'Orvo Lipponen i la seva muller Hilkka Iissalo. Els avis materns de Paavo eren Jaakko Antero Ingman/Iissalo (un parent distant del comte Adolf Fredrik Munck i Carl Gustaf Emil Mannerheim i la seva muller Siiri Törnroos. Paavo Lipponen passà la seva infantesa i joventut a Kuopio.
Va obtenir el seu diploma d'institut al Kuopion Lyseon lukio el 1959. Llavor estudià filosofia i literatura a Dartmouth durant un any.
Poc després de tornar a Finlàndia, es mudà a Hèlsinki, on finalment obtingué un màster en relacions internacionals per la Universitat de Hèlsinki el 1971. Fou l'editor de l'influent diari estudiantil Ylioppilaslehti entre 1963 i 1965 i un periodista freelance per a la Ràdio i Televisió de Finlàndia (YLE) entre 1965 i 1967.
Lipponen feu diverses declaracions controvertides que enfuriren grups com ara els refugiats estonians.
Segons el llibre d'Alpo Rusi Vasemmalta ohi, Lipponen començà una cooperació amb la policia secreta d'Alemanya Oriental, Stasi, el 1969. El llibre suggereix que Lipponen és el nom en clau Mungo XV/326/71 als Arxius de Rosenholz. En una entrevista del 2008 Lipponen digué que havia estat un "objectiu de la manipulació d'Alemanya Oriental". Corre el rumor que Lipponen figura a l'anomenada Llista Tiitinen.
Alpo Rusi també ha suggerit que Lipponen tenia un àlies, codi, i operació en el KGB.
Exercí diversos càrrecs en l'organització del Partit Socialdemòcrata de 1967 a 1979. Les opinions de Lipponen van canviar. En un discurs el 1978, Lipponen afirmà que havia perdut la seva creença en el socialisme.
Lipponen es donà a conèixer a la llum pública quan fou secretari del llavors primer ministre Mauno Koivisto de 1979 a 1982. En haver de substituir freqüentment l'ocupat primer ministre, Lipponen fou ben aviat batejat com a vara-Manu ("suplent Manu" —; Manu una abreviatura de Mauno).
Lipponen fou també membre de l'Eduskunta des de 1983 a 1987 i també des de 1991 fins que es retirà en 2007. El 1993 el president del Parit Socialdemòcrata, Ulf Sundqvist, fou considerat sospitós, i més tard declarat culpable, d'un important frau financer. Lipponen fou elegit com a nou president el 1993, i conduí el partit cap a la victòria en l'elecció parlamentària de 1995. Lipponen formà un gabinet de cinc partits, incloent-hi partits tant dretans com esquerrans. Les polítiques econòmiques de Lipponen eren, tanmateix, dominades per l'ala dretana. La tasca principal del gabinet havia de ser la de disminuir el nombre d'aturats. Les estrictes polítiques fiscals permeteren la participació de Finlàndia en la Unió monetària europea, la qual cosa comportà la introducció de l'Euro el 1999. El comerç exterior augmentà per damunt de la mitjana europea entre 1995 i 1999 S'aprovaren lleis per a una nova constitució europea, que entraren en vigor l'1 de març del 2000.
Lipponen encapçalà la campanya del SDP per a les parlamentàries de 1999, que va acabar en una davallada considerable, tot i que el SDP seguia sent el partit més votat i, per tant, el que va obtenir més representació al parlament. Es reprengué la coalició formada el 1995. Durant el segon gabinet de Lipponen, li correspongué a Finlàndia la presidència de torn de la Unió Europea i seguí amb les polítiques favorables a la integració i a l'expansió de la Unió. Lipponen introduí el concepte d'una Constitució europea durant un discurs a Bruges el 2000.
Repetí com a cap de llista a la campanya del SDP per a les parlamentàries de 2003, que conduí a la victòria d'aquest partit; tanmateix, el Partit del Centre va obtenir més escons, la qual cosa marcà el final dels successius gabinets del SDP i del Partit de la Coalició Nacional. La líder del Partit del Centre, Anneli Jäätteenmäki, formà un gabinet nou, i Lipponen passà a ocupar el càrrec de President del Parlament. Lipponen es retirà de la presidència de partit el 2005 i fou succeït per Eero Heinäluoma. Lipponen deixà el parlament el 2007.
El 15 d'agost de 2008, durant la resposta russa a la invasió georgiana d'Ossètia del Sud, Nord Stream, un projecte sobre un gasoducte rus, anuncià que havia signat un contracte de consultoria amb Lipponen. Segons Nord Stream, aconsella sobre l'Avaluació d'Impacte Ambiental (Eia) i aplicacions de permís a Finlàndia. Proporciona consultes independents segons la seva perícia en finès administratiu i procediments de presa de decisió dins del sector de l'energia.
Com a resultat de l'escàndol que seguí a continuació, Lipponen renuncià al seu càrrec al Parlament, i també renuncià a totes les seves ocupacions a Finlàndia, excepte activitats de veterans.
En un article publicat l'octubre de 2008, Lipponen parlava de la resposta russa a Geòrgia i advertia Europa de la seva dependència del gas rus. Lipponen criticava la manera de fer de molts polítics finlandesos i alemanys, que s'oposaven a l'energia nuclear i manifestà que el seu fonamentalisme destrueix tant la seguretat energètica com la política del clima.
Polònia segons es diu, bloquejà la candidatura de Lipponen com a cap de política exterior de la UE a causa dels lligams de Lipponen a Nord Stream.

## Vida personal
Paavo Lipponen és un jugador de waterpolo i afeccionat al joc. Viu actualment amb la seva segona muller, Päivi Lipponen (anteriorment Hertzberg, nom de soltera Hiltunen), i té tres nens.